# 2008년 여자 야구 월드컵
2008년 여자 야구 월드컵은 2008년 8월 24일부터 8월 29일까지 일본의 마쓰야마시에서 개최된 3번째 여성 야구 월드컵 대회이다.

## 대회 결과
| 순위 | 국가           | 승 | 패 |
| ---- | -------------- | -- | -- |
| 1    | 일본           | 6  | 0  |
| 2    | 캐나다         | 4  | 2  |
| 3    | 미국           | 4  | 2  |
| 4    | 오스트레일리아 | 2  | 4  |
| 5    | 중화 타이베이  | 3  | 2  |
| 6    | 대한민국       | 2  | 3  |
| 7    | 인도           | 1  | 4  |
| 8    | 홍콩           | 0  | 5  |

| 2008년 여자 야구 월드컵 |
| ----------------------- |
| 일본 첫 번째 우승       |